# Villys Vinbars Kulturpris
Villys Vinbars Kulturpris var en pris uddelt første gang i 2003, og bl.a. er blevet overrakt til blandt andre Steffen Brandt og forfatteren Thøger Jensen. Den blev uddelt hvert år til fremtrædende kulturpersonligheder med bopæl i området omkring den nu lukkede Villys Vinbar i Sjællandsgade i Aarhus.

## Udvalgte modtagere
- 2007, Søren Behncke
- 2010, Kokken Mads Nybroe og restauranten BETA[2]
- 2011, Orkesterleder Jens Klüver[3]